# 通州街公園

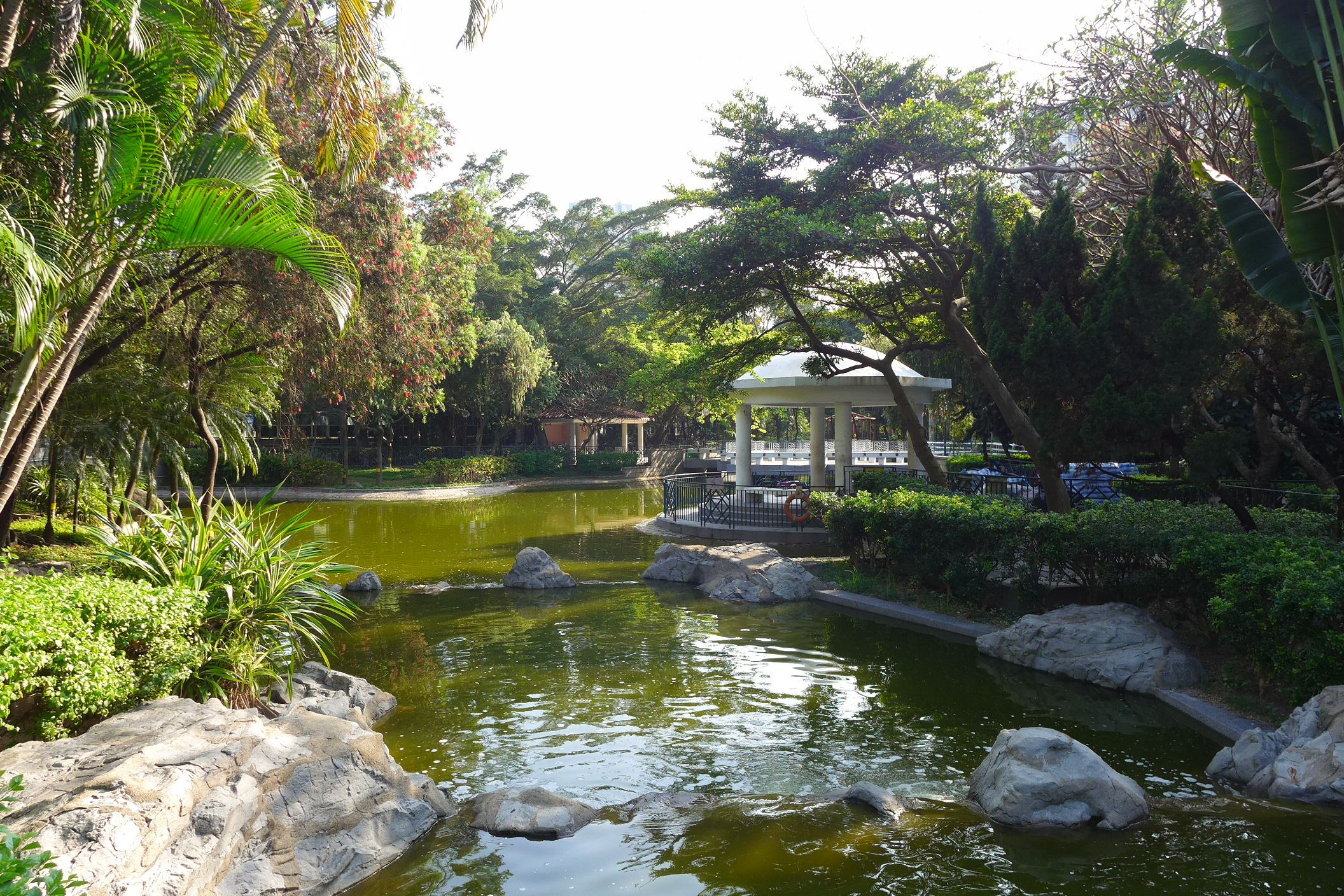
人工湖

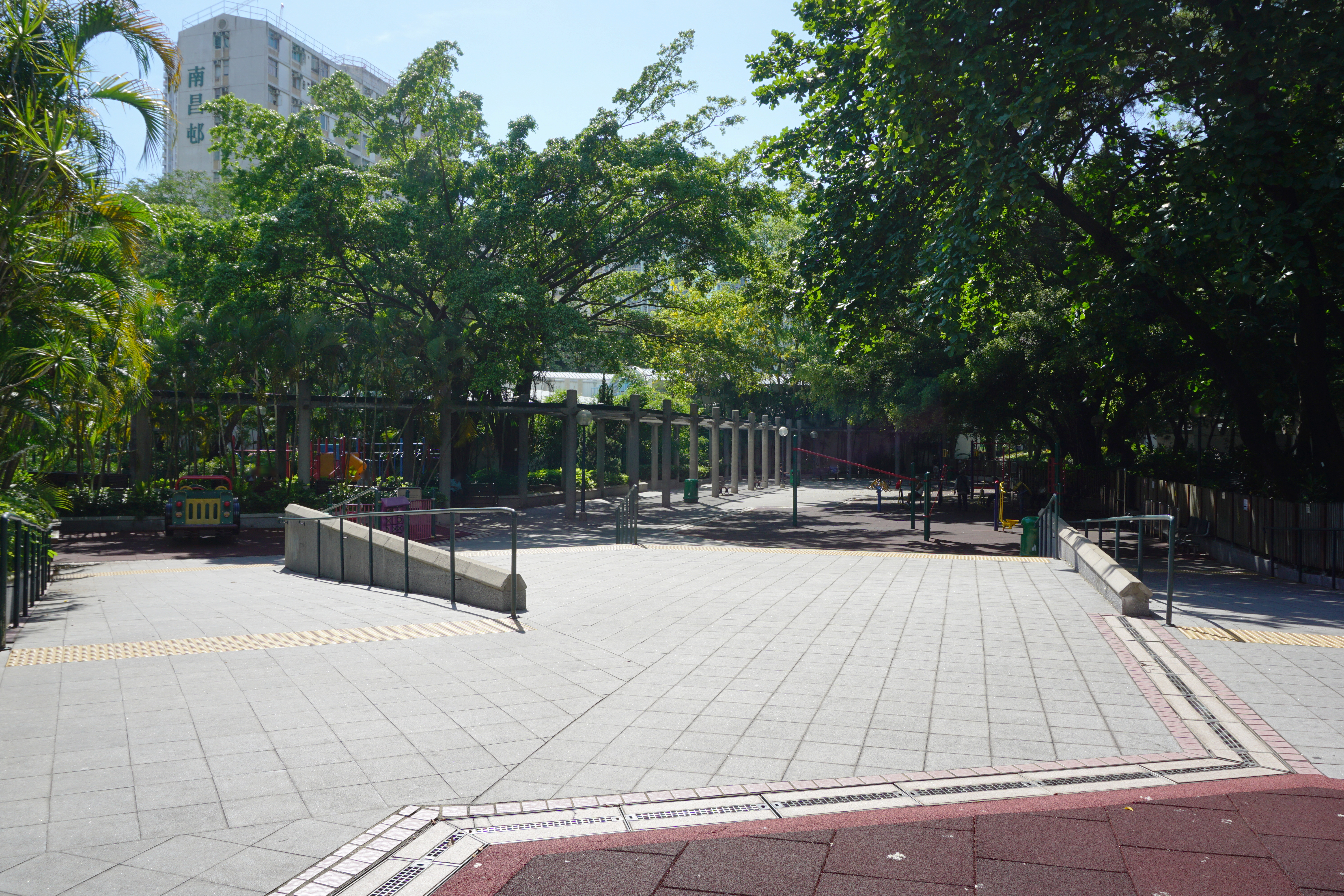
兒童遊樂場

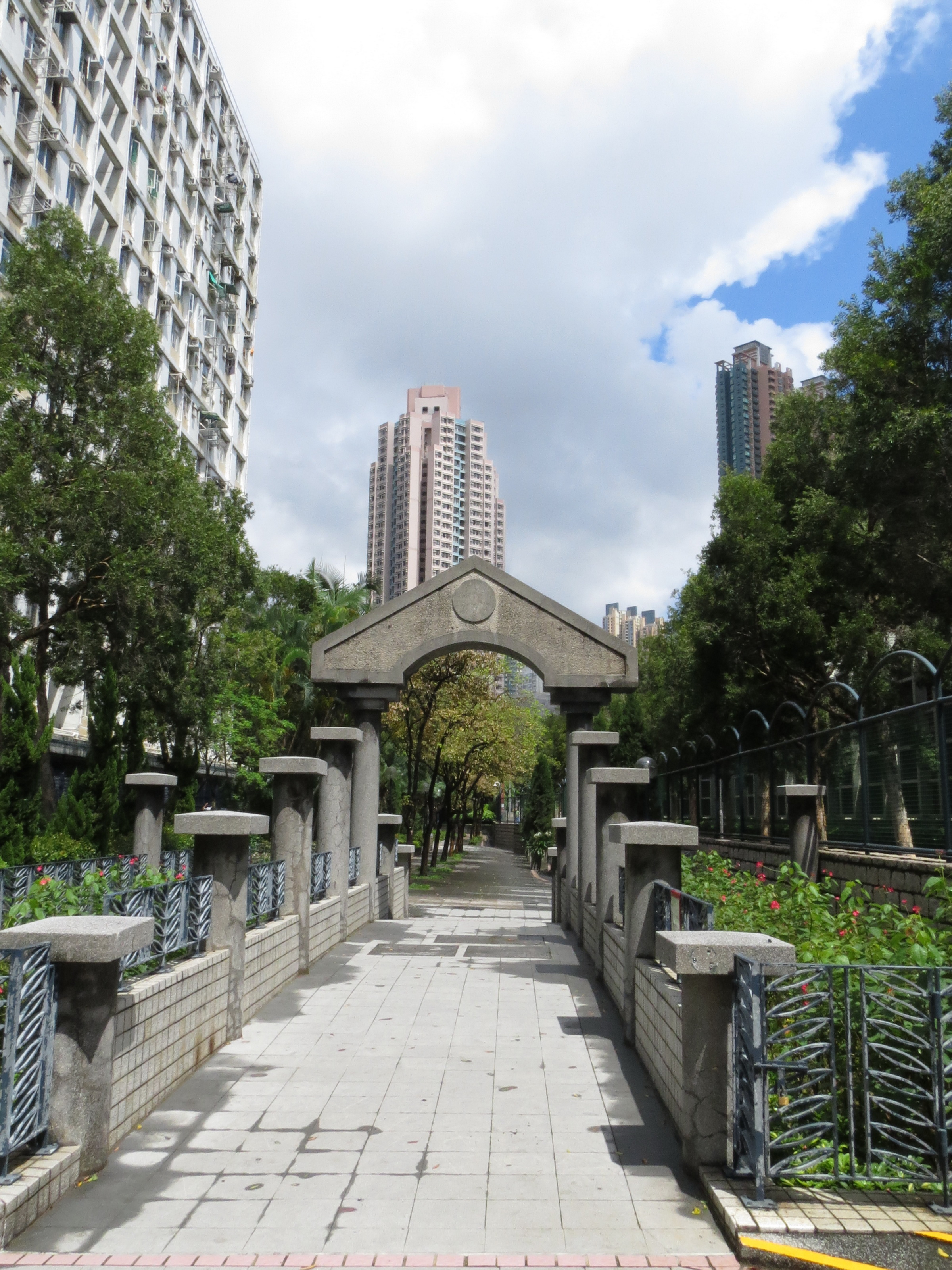
通州街公園靠近深旺道的長廊，左方建築物為南昌邨6座昌哲樓

通州街公園（英語：Tung Chau Street Park），是香港一個公園，位於九龍深水埗通州街，鄰近南昌邨及大角咀的港灣豪庭。公園佔地4.77公頃，於1989年10月29日建成，現由康樂及文化事務署管理。公園原本位於海傍，但到1990年代初受到西九龍填海的影響，海傍變成了現在的深旺道和聚魚道。

## 設施
公園內設有足球、籃球、網球場、兒童遊樂場及一個壁球中心。園內亦有人工湖和廊橋等園景設施，當中公園中央的廣場為一個由八角形迴廊包圍的水池，不過已停用多年。

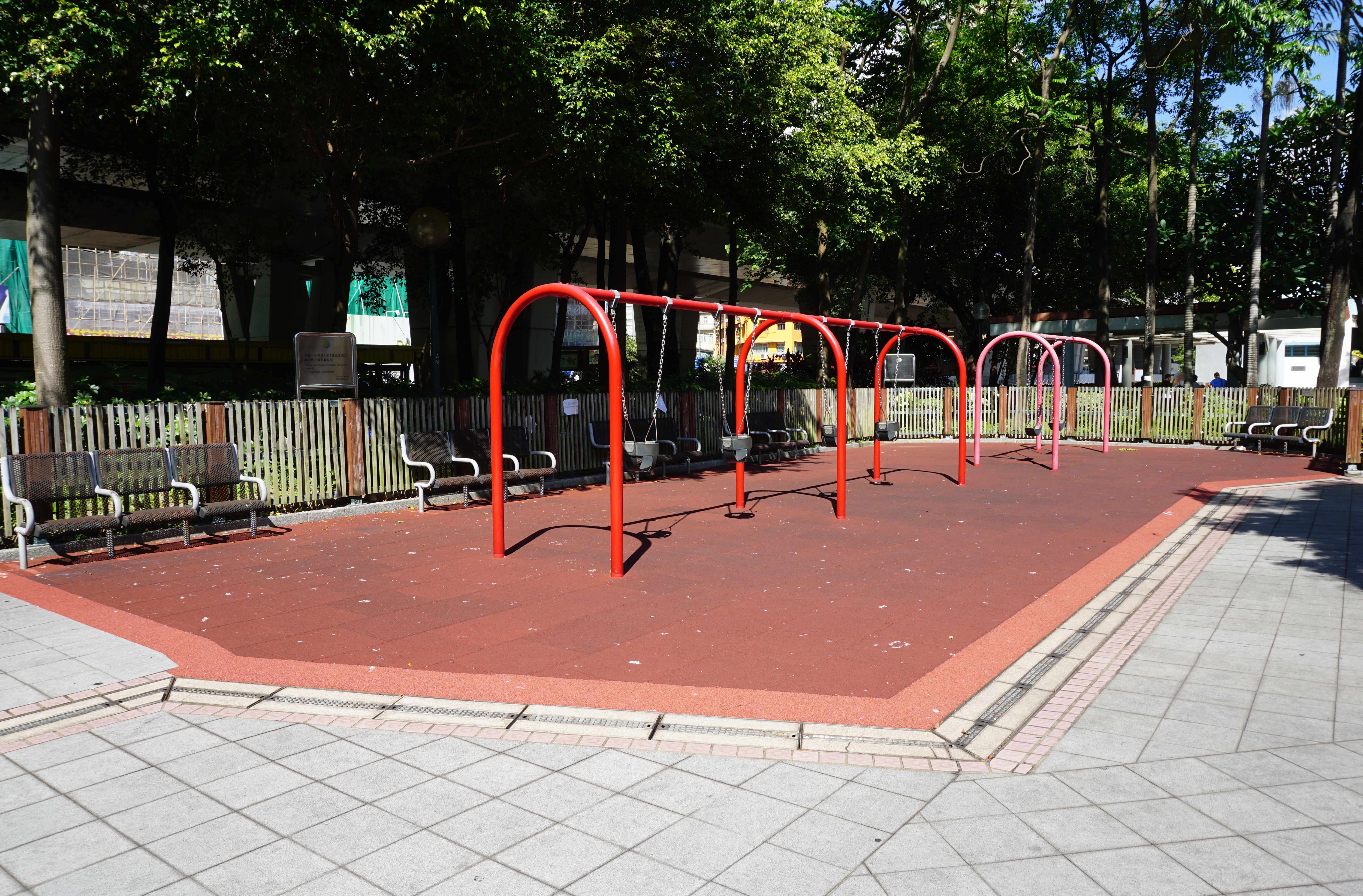
鞦韆

## 治安問題
公園近年變成癮君子、賭客及露宿者聚集的地方，公園涼亭更成為賭場。
2010年時，有私人屋苑居民在網上發起「改善治安簽名大行動」，要求警方及區議員正視治安問題。康文署在公園安裝閉路電視，但問題未有解决。區議員表示，公園的癮君子問題愈來愈嚴重，由2016年的20人，急增至現時40人，部分人於早上向途人討錢，甚至滋擾晨運客。即使向康文署反映多次，但署方未有正視問題。康文署表示，在過去3年共接獲18宗有關該公園涉及毒品、聚賭及露宿者的投訴。職員在巡查時亦留意到有市民在玩紙牌等活動，惟未有證據顯示當中涉及金錢賭博。

### 警方棄置無家者物品
2019年12月，警方和康文署在未有事先通知無家者下，在通州街公園進行清場，並將他們的物品，包括床褥、衣物等家當棄置到垃圾站。唯有關人員沒有就無家者的物品進行拍照記錄。其後9人向小額錢債審裁處索償，金額介乎2000至13,290元。到2022年3月28日，法院裁定康文署敗訴，須向每名申索者象徵式賠償100元，雙方須各自承擔訟費。而事件中14人在歷時1年9月個月的索賠的過程，有2人已離世、3人失聯。協助無家者的社協幹事吳衞東指雖然100元賠償具象徵意義，但同時認為做法並不合理，批評政府對無家者政策並不友善。
到2022年8月24日，司法機構上載判決理由書，審裁官林希維指案件沒有可信納的證據，證明無家者的損失，而賠償定額方面，由於單據上的物品亦非申索人遺失的物品，各人未能證明單據與所失物品有何關係，因此在法律上並無錯誤。加上無家者沒有受「精神困擾」一事提供證據及索償，故裁定所有覆核理由不成立，維持原判。
- 2024年5月政府組成跨部門小組，康文署，食環署，香港警察，路政署，地政總署，建築署，土木工程署，機電工程署。一共八個部門，將欽州街至南昌街一段近通州街(玉石市場及布疋市場)路面，用鐵絲網圍封。防止露宿者，賭客，瘾君子，越南難民，南亞人士進入。24小時三更保安。一共6人。不斷巡邏。防止南亞村重建。

- 深水埗區議會大部份區議員表示。問題根源。是醫局街美沙桐診所的設立。要永久搬遷。才可以杜絕瘾君子問題。另一方面。一些慈善團體時常在深水埗派物資。亦是聚集露宿者主因。區議員建議要減少舉辦這些活動才可以。

- 設立戒毒中心及露宿者之家。選址離島區，將深水埗區露宿者及瘾君子全部搬入去。才可以永久解決問題。

## 露宿者被便衣警襲撃事件

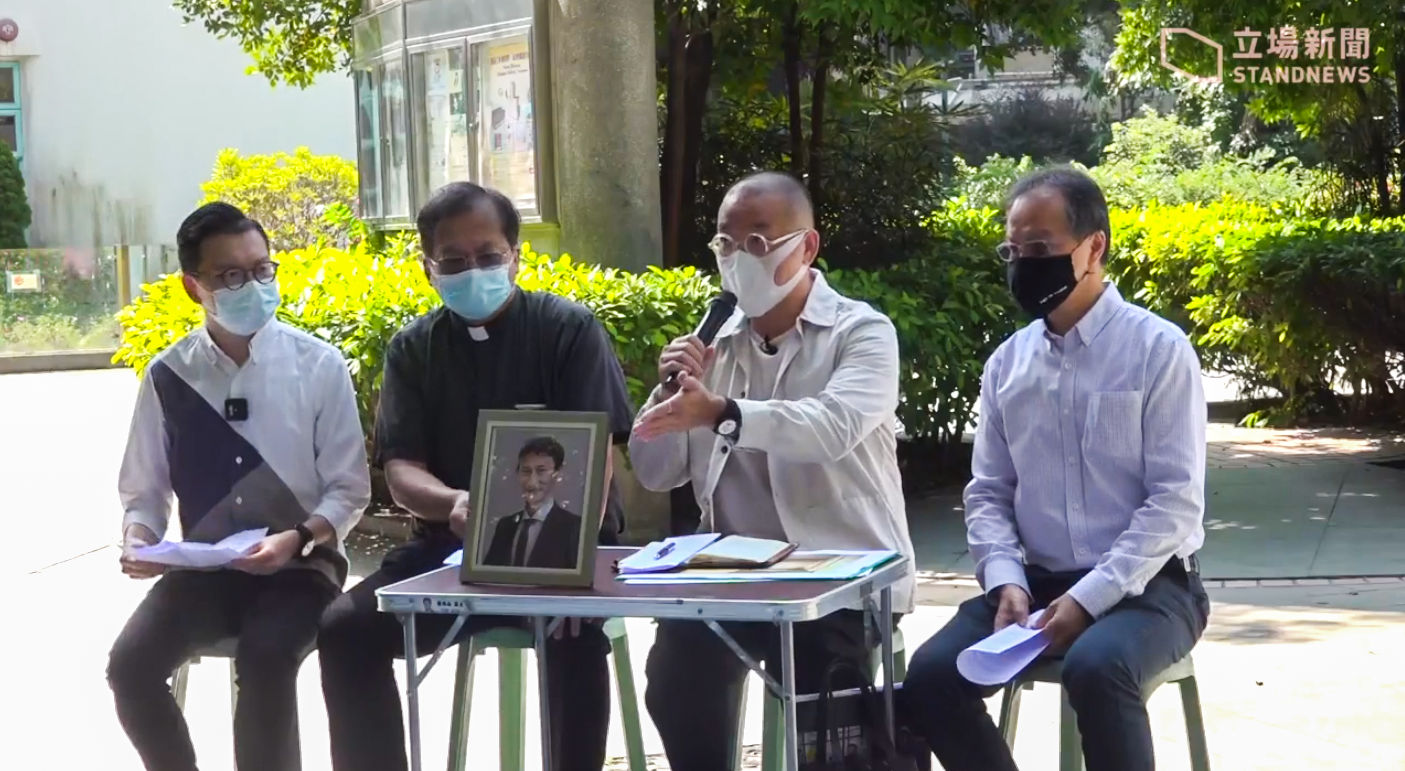
2020年10月21日，曾協助黎民十的立法會議員邵家臻、牧師林國璋和張超雄等人在公園召開主持記者會，公布阿十身後事安排

2020年2月4日及24日，有露宿者投訴遭便衣警襲撃，如扯頭髮和踩下體，又出言侮辱，警員涉嫌用鐵鎚打爛露宿者的椅子和罐頭等私人物品，一名涉嫌刑事毀壞的警員被即時停職。到5月8日，警方表示9名被捕警員已被停職，分別涉嫌「公職人員行為失當」和「妨礙司法公正」，交由商業罪案調查科人員跟進，但一直未有檢控。邵家臻引用《私隱條例》，向康文署申請翻看該兩天的閉路電視片段。不過署方稱案件進入司法程序，加上警方強烈反對為由而不能提供片段。
到同年10月9日，懲教署公佈還押候訊的54歲越南裔男子黎民十於囚室內以「長褲纏頸自殺」，送院搶救後翌日不治。
2021年1月初，律政司起訴8名警員，涉嫌公職人員行為失當、意圖妨礙司法公正、對他人身體加以嚴重傷害等10項控罪。各被告獲准保釋。案件原定2022年10月開審，不過因更換律師，導致案件排期到2024年1月才正式開審，其中6人到同年10月被裁定意圖妨礙司法公正罪成，判處監禁25至41月。